# Hal Hopper
Pour les articles homonymes, voir Hopper.
Hal Hopper est un acteur, compositeur et scénariste américain né le 11 novembre 1912 dans l'Oklahoma et mort le 2 novembre 1970 à Sylmar (Californie).

## Filmographie

### comme acteur
- 1945 : Rhythm Round-Up : Membre des Pied Pipers
- 1948 : Luxury Liner : Membre des Pied Pipers
- 1950 : Hoedown : Singer
- 1954 : Rintintin (The Adventures of Rin Tin Tin) (série TV) : Cpl. Clark (1955-1957)
- 1964 : Lorna, l'incarnation du désir (Lorna) : Luther
- 1964 : La Chatte au fouet (Kitten with a Whip) : Carter, Chauffeur
- 1965 : Esclave de ses passions (Mudhoney) : Sidney Brenshaw
- 1966 : Beau Geste
- 1969 : The Lonely Profession (TV)
- 1973 : Drive Hard, Drive Fast (TV) : Doorman

### comme compositeur
- 1954 : Rintintin (The Adventures of Rin Tin Tin) (série TV)
- 1957 : 26 Men (série TV)

### comme scénariste
- 1968 : Shalako